# Anne Franková
Anne Franková (celým jménem Annelies Marie „Anne“ Frank) (12. června 1929 Frankfurt nad Mohanem – únor 1945 koncentrační tábor Bergen-Belsen) byla v Německu narozená autorka deníku známého jako Deník Anne Frankové a židovská oběť holokaustu.
Když jí byly čtyři roky, její židovská rodina se před nacismem uchýlila do nizozemského Amsterdamu. Po okupaci Nizozemska Německem během druhé světové války se rodina rozhodla v červenci 1942 ukrýt v zadním traktu domu, kde sídlila firma Annina otce Otto Franka. Po dvou letech skrývání s matkou Edith, sestrou Margot (která si také psala nedochovaný deník) a dalšími osobami byla skupina prozrazena a deportována do koncentračních táborů. Anne zemřela o půl roku později na tyfus v táboře Bergen-Belsen. 
Deník zachycuje události jejího života od 12. června 1942, kdy zápisník dostala ke svým třináctým narozeninám, až do posledního záznamu z 1. srpna 1944 krátce před zatčením. Její otec Otto jako jediný z rodiny přežil, vrátil se do Amsterdamu, našel její deníkové záznamy a redigoval první vydání jejího deníku. Z původní nizozemštiny byl přeložen do mnoha jazyků a stal se jednou z nejčtenějších knih po celém světě. V češtině kniha získala jméno Deník Anne Frankové, některá vydání vyšla pod názvem Deník Anny Frankové nebo Deník. Roku 2019 vyšla v novém překladu s původním názvem Zadní dům (nizozemsky Het Achterhuis).

## Dětství

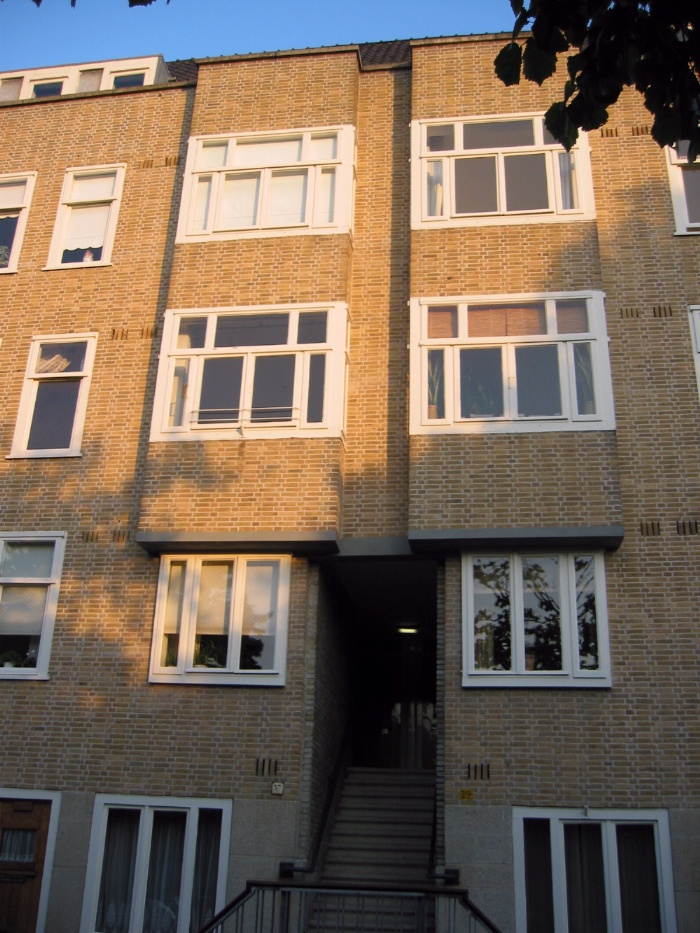
Bytový dům na Merwedeplein kde Frankova rodina žila v letech 1934–1942

Anne Franková se narodila 12. června 1929 ve Frankfurtu nad Mohanem jako druhá dcera Otty Heinricha Franka (12. května 1889–19. srpna 1980) a Edith Holländerové (16. ledna 1900–6. ledna 1945). Margot Franková (16. února 1926–únor 1945) byla její sestra.
Její úředně vedené jméno bylo Anneliese Marie, ale rodina a přátelé jí říkali zkráceně „Anne“. Otec ji někdy nazýval „Annelein“ („Anička“).
Rodina žila ve společnosti židovských a nežidovských spoluobčanů a děti vyrostly s katolickými, protestantskými a židovskými přáteli. Frankovi byli reformní Židé, dodržovali však mnohé tradice judaismu. Edith Franková se více starala o děti, zatímco Otto Frank, vyznamenaný německý důstojník z první světové války, se zajímal o učené bádání a měl velkou knihovnu.
13. března 1933 proběhly ve Frankfurtu komunální volby a Hitlerova nacistická strana vyhrála. Krátce poté začaly antisemitské demonstrace a Frankovi se začali obávat, co se s nimi stane, pokud zůstanou v Německu. Později téhož roku odešla Edith s dětmi do Cách ke své matce Rose Holländerové. Otto Frank zůstal ve Frankfurtu, ale poté, kdy dostal nabídku na založení společnosti v Amsterdamu, odešel, aby si mohl zařídit práci a ubytování pro svou rodinu.

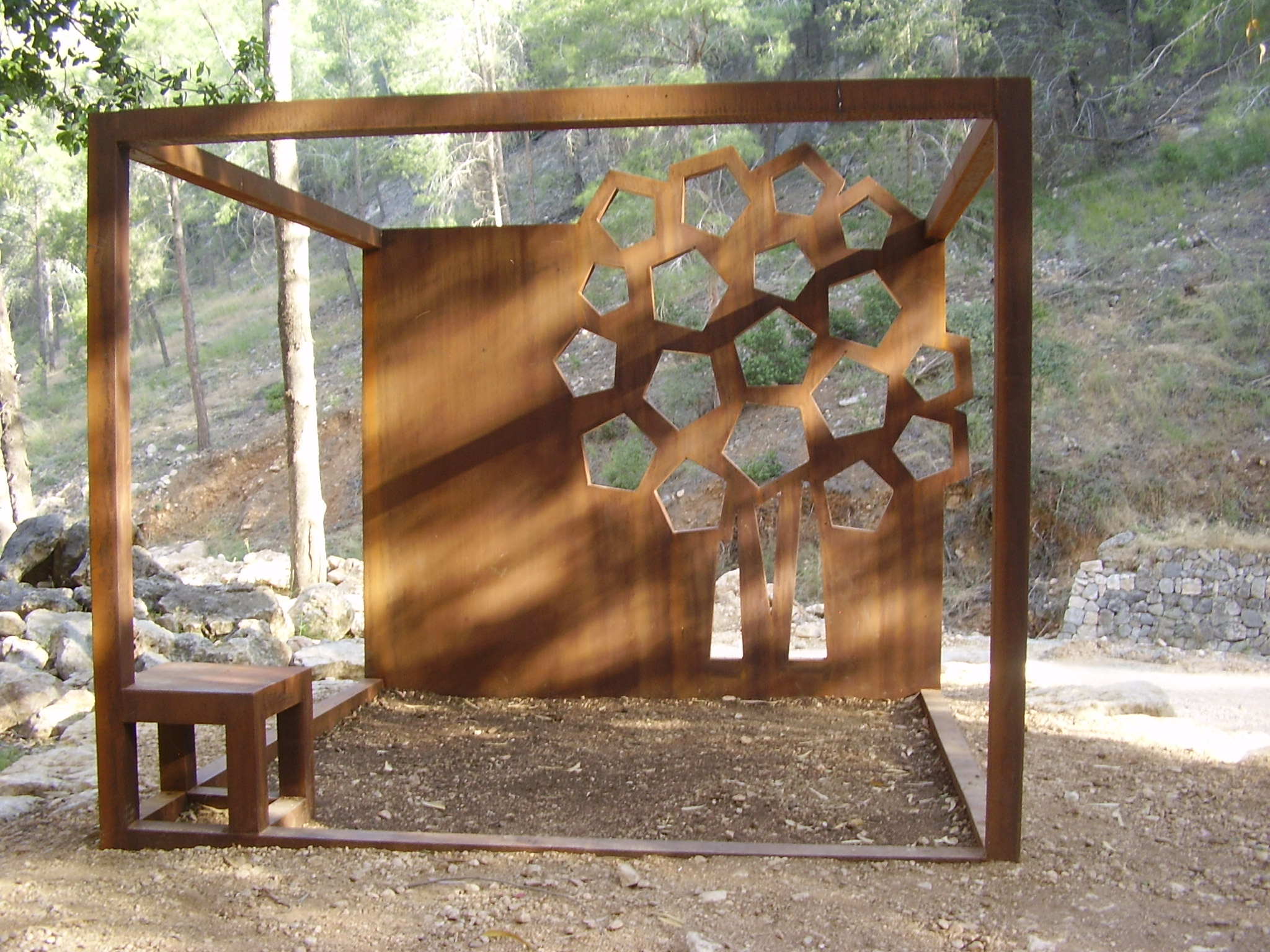
Památník Anny Frankové v lese Mučedníků v Izraeli

Otto Frank začal pracovat ve společnosti Opekta, která prodávala ovocný extrakt pektin, a našel byt na Merwedeplein (náměstí Merwede) na předměstí Amsterdamu. V únoru 1934 přijela Edith s dětmi a ty byly zapsány do montessoriovské školy. U Margot se projevily schopnosti v aritmetice a u Anne nadání pro čtení a psaní.
V roce 1938 Otto Frank založil druhou společnost spolu s Hermannem van Pelsem, řezníkem, který utekl se svou rodinou z Osnabrücku. V roce 1939 Edithina matka přišla za Frankovými a zůstala až do své smrti v lednu 1942. Od května 1940 bylo Nizozemsko okupováno Německem a okupační vláda začala perzekvovat Židy přijetím omezujících a diskriminačních zákonů. Povinná registrace a segregace Židů následovala. Margot a Anne měly vynikající prospěch a mnoho přátel, avšak podle zákona Židé směli navštěvovat jen židovské školy, proto byly zapsány na židovské lyceum.

## Období zachycené v deníku

### Před ukrytím

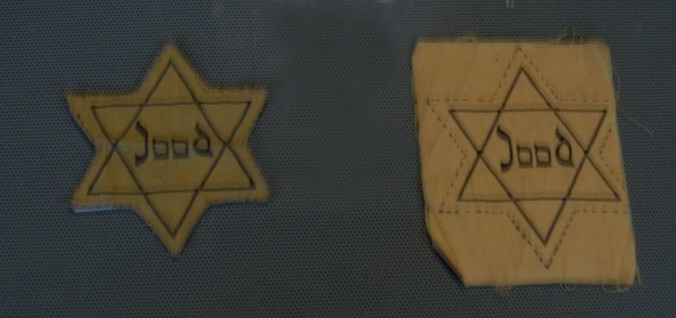
Druhy žlutých hvězd, které byli židé povinni nosit během nacistické okupace

Ke třináctým narozeninám 12. června 1942 dostala Anne malý zápisník, který ukázala otci několik dní před tím ve výloze obchodu. Ačkoliv to byla kniha na podpisy a autogramy s červeno-bílou čtverečkovanou vazbou a malým zámečkem na obálce, Anne se rozhodla, že ji použije jako deník. Začala popisovat sebe, svou rodinu a přátele, školu a místa, která by ráda navštívila. Tyto rané zápisy ukazují, že v mnoha ohledech byl její život podobný životu každé dívky jejího věku, ale zmiňují také změny, které přišly po německé okupaci. Některé narážky se zdají náhodné a nedůrazné. Přesto se Anne někdy zmiňuje o detailech útisku, který neustále vzrůstal. Například psala o žluté hvězdě, kterou byli všichni Židé nuceni nosit na veřejnosti, a přehledu omezení, která zasahovala do života amsterodamské židovské populace.
V červenci 1942 dostala Margot Franková předvolání od Ústředny pro židovské vystěhovalectví (Zentralstelle für jüdische Auswanderung). Předvolání přikazovalo, aby se přihlásila k přesídlení do pracovního tábora. Anně pak otec sdělil plán, který vymyslel Otto spolu s důvěryhodnými zaměstnanci, a o kterém již Edith a Margot krátce věděly. Celá rodina se měla schovat do místností nad a za prostory firmy v ulici Prinsengracht.

### Život vzadním traktu

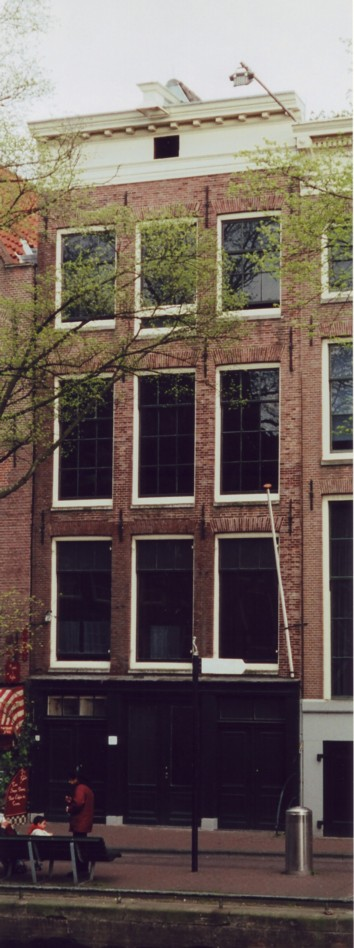
Hlavní průčelí budovy Opekta v ulici Prinsengracht v roce 2002. Kanceláře Otty Franka byly v přední části, zadní trakt v zadní.

V pondělí ráno 6. července 1942 se rodina přesunula na místo úkrytu. Ve svém bytě zanechali nepořádek, aby vyvolali dojem, že zmizeli náhle, a Otto Frank zanechal dopis, který naznačoval, že odjeli do Švýcarska. Jako Židé nesměli použít veřejnou dopravu a šli pěšky několik kilometrů do svého nového domova s několika vrstvami oblečení na sobě, jelikož se neodvážili vzít si zavazadla. Zadní trakt byl prostor v zadní části budovy, přístupný z chodby za kancelářemi firmy Opekta. Dvě malé místnosti s přilehlou koupelnou a záchodem byly ve 2. patře a za ním byla velká prostorná místnost a dvě malé místnosti. Z menší místnosti vedl žebřík na půdu. Vchod do zadního traktu byl později zakryt regálem s šanony. Hlavní budova, nedaleko kostela Westerkerk, byla nevýznamná stará budova typická pro západní čtvrtě Amsterdamu.
Victor Kugler (český Němec, rodák z Vrchlabí), Johannes Kleiman, Miep Giesová a Bep Voskuijlová byli jedinými zaměstnanci, kteří o ukrytých lidech věděli a společně s manželem Giesové Janem Giesem a otcem Voskuijlové Johannesem Hendrikem Voskuijlem jim pomáhali. Poskytovali jim jediný kontakt s vnějším světem, s jinými lidmi v domě, přinášeli zprávy o vývoji války a politické situaci. Zajišťovali všechny potřeby, starali se o bezpečnost a zásobovali je jídlem, což byl čím dál tím těžší úkol. Anne psala, jak se snažili a usilovali o zlepšení nálady uprchlíků i během nejhorších časů. Všichni si byli vědomi, že pokud je chytí, hrozí jim za skrývání Židů trest smrti.
Koncem července se k Frankům připojila rodina van Pelse: Hermann, Auguste a šestnáctiletý Peter, potom v listopadu přibyl ještě Fritz Pfeffer, zubař a přítel rodiny. Anne měla radost z nových lidí, se kterými si může povídat, ale uvnitř skupiny nucené bydlet v takových omezených podmínkách se rychle rozvinulo napětí. Poté, co sdílela pokoj s Pfefferem, shledala ho nesnesitelným, a měla konflikty s Augustou van Pelsovou, kterou považovala za pošetilou. Annin vztah s matkou byl napjatý a Anne psala, že mají málo společného. Ačkoliv se občas hádala s Margot, psala o neočekávaném poutu, které mezi nimi vzniklo. Citově nejblíže pro ni zůstával její otec. Nejprve odmítla plachého a nemotorného Petera van Pelse, o něco později v něm našla spřízněnou duši.
Anne trávila většinu času čtením a vzděláváním se, zatímco stále psala do svého deníku. Nejenže vypráví události, jak se odehrály, ale píše také o svých pocitech, plánech, o věcech, o kterých s nikým nemohla mluvit. Psala pravidelně až do posledního zápisu 1. srpna 1944.

## Zatčení a koncentrační tábor

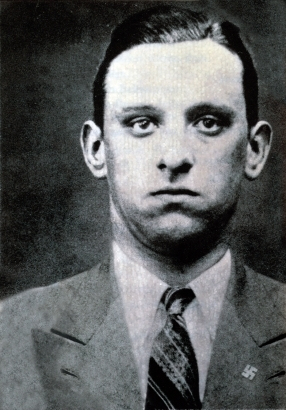
Karl Silberbauer, příslušník SS a gestapa. Fotografie z roku 1943.

Ráno 4. srpna 1944 vnikly do zadního traktu jednotky zelené policie (kdo byl informátorem, se dodnes neví). Vedl je Oberscharführer Karl Silberbauer ze Sicherheitsdienst (bezpečnostní služba). Obyvatelé byli odvezeni k výslechu. Victor Kugler a Johannes Kleiman byli také odvezeni a následně uvězněni, Miep Giesová a Bep Voskuijlová mohly jít. Později se vrátily do zadního traktu, kde našly Annin deník ležet na zemi. Vzaly ho spolu s několika alby fotografií a Geisová vše chtěla vrátit rodině, až se vrátí.
Obyvatelé skrýše byli odvezeni do tranzitního tábora Westerbork, kterým již prošlo více než 100 000 Židů. Skupina byla 3. září odvezena do vyhlazovacího tábora Osvětim. Tam dorazili po třídenní cestě a byli rozděleni podle pohlaví, takže muži a ženy se již navzájem nemohli setkat. Z 1 019 deportovaných bylo 549 lidí – včetně všech dětí mladších 15 let – posláno přímo do plynových komor. Anne dosáhla věku 15 let před třemi měsíci, takže stejně jako všichni ostatní ze zadního traktu přežila selekci. Domnívala se, že její otec zemřel.
Spolu s ostatními ženami byla Anne nucena se vysvléci a podrobit se dezinfekci, byla jí oholena hlava a na paži vytetováno identifikační číslo. Ženy byly využívány na otrocké práce a v noci byly natlačeny do studených budov. Tam se šířily nemoci a Anne onemocněla svrabem.
28. října byly vybírány ženy pro přesun do tábora Bergen-Belsen. Více než 8 000 žen, včetně Anne a Margot Frankových a Auguste van Pelsové, bylo transportováno, ale Edith Franková zůstala a později zemřela.
Začátkem roku 1945 vypukla v táboře Bergen-Belsen epidemie tyfu[nepřesný odkaz], během níž zahynulo asi 17 000 vězňů. Svědci později vypověděli, že Margot byla tak slabá, že se zabila pádem z postele, a o několik dní později zemřela i Anne. Odhadovali, že se tak stalo několik týdnů před osvobozením tábora britskou armádou 15. dubna 1945. Přesné datum jejího úmrtí není známo, ale z různých dokumentů a svědectví přeživších spoluvězeňkyň postupně vyplynulo, že zemřela v únoru. Do roku 2015 se uvádělo datum úředně stanovené Nizozemským červeným křížem: 31. březen 1945.

### Vydání deníku

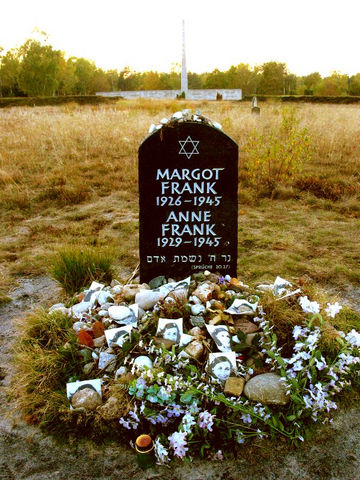
Památník Anny a Margot Frankových na místě koncentračního tábora Bergen-Belsen

Otto Frank přežil a vrátil se do Amsterdamu. Zjistil, že jeho žena zemřela a dcery byly převezeny do Bergen-Belsenu. Ačkoliv stále doufal, že přežily, Červený kříž v červenci 1945 potvrdil, že obě zemřely. Teprve poté mu Miep Giesová dala Annin deník, sama jej nečetla. Otto ho přečetl a shledal ho jako přesný a dobře napsaný záznam části jejich společného života. Protože Anne se několikrát zmiňovala, že by chtěla být spisovatelkou, Otto zvažoval možné vydání jejího deníku.
Anne začala svůj deník jako místo pro soukromé vyjádření svých myšlenek a napsala několikrát, že by nikomu nedovolila jej číst. Otevřeně popisovala svůj život, svou rodinu, společníky a situace. Časem si uvědomila, že by mohla psát beletrii k tisku. Na jaře 1944 slyšela v rozhlase Gerrita Bolkesteina – člena nizozemské vlády v exilu – ten říkal, že válka se blíží ke konci a chtěl by uchovat k připomenutí vzpomínky Nizozemců za německého útisku. Zmínil se o zveřejnění dopisů a deníků. Anne se rozhodla poslat svou práci, až přijde vhodná doba. Začala upravovat zápisky, odstraňovat pasáže a jiné přepisovala. Původní zápisník doplnil trhací blok. Vytvořila pseudonymy pro spolubydlící a pomocníky. Z Van Pelsových se stali Hermann, Petronella a Peter van Daanovi, Fritz Pfeffer získal jméno Albert Düssell. Otto Frank použil původní deník, známý jako „verze A“ a Anninu upravenou verzi, označovanou jako „verze B“, pro vytvoření první verze k vydání. Odstranil některé pasáže, které hovořily nepěkně o jeho ženě, a části, které zmiňovaly sexuální témata. Navrátil své rodině původní jméno, ale u ostatních lidí nechal pseudonymy.

## Smrt
Anne Franková zemřela v koncentračním táboře Bergen-Belsen v únoru nebo březnu 1945. Konkrétní příčina smrti není známa, existují však důkazy, že zemřela na epidemii skvrnitého tyfu, která se rozšířila po celém táboře a zahubila 17 000 vězňů. Gena Turgelová, která přežila koncentrační tábor Bergen-Belsen, Anne v táboře znala. V roce 2015 řekla britskému deníku The Sun: „Její postel byla hned za rohem. Blouznila, byla hrůzná, hořela". Řekla, že Frankové přinesla vodu na umytí. Turgelová, která pracovala v táborové nemocnici, uvedla, že epidemie si na vězních vybrala strašlivou daň: „Lidé umírali jako mouchy - po stovkách. Přicházely zprávy o 500 mrtvých. Tři sta? Říkali jsme: 'Díky Bohu, jen 300'." Rozmohly se i další nemoci, včetně břišního tyfu.
Svědci později vypověděli, že Margot ve svém oslabeném stavu spadla z lůžka a byla usmrcena nárazem. Anne zemřela den po Margot. Data úmrtí Margot a Anne nebyla zaznamenána. Dlouho se mělo za to, že k jejich smrti došlo jen několik týdnů před osvobozením tábora britskými vojsky 15. dubna 1945, ale výzkum v roce 2015 ukázal, že mohly zemřít již v únoru. Svědci mimo jiné vzpomínali, že Frankovi vykazovali příznaky tyfu již 7. února, a nizozemské zdravotnické úřady uváděly, že většina neléčených obětí tyfu zemřela do 12 dnů od prvních příznaků. Kromě toho Hanneli Goslarová uvedla, že její otec Hans Goslar zemřel jeden nebo dva týdny po jejich prvním setkání, tedy 25. února 1945. Odhaduje se, že po válce přežilo pouze 5 000 ze 107 000 Židů deportovaných z Nizozemska v letech 1942-1944. Odhaduje se, že v Nizozemsku zůstalo 30 000 Židů. Přibližně dvě třetiny z této skupiny válku přežily.
Otto Frank přežil internaci v Osvětimi. Po skončení války se v červnu 1945 vrátil do Amsterdamu, kde ho ukrývali Jan a Miep Giesovi, když se pokoušel najít svou rodinu. Během cesty do Amsterdamu se dozvěděl o smrti své ženy Edith, ale stále doufal, že jeho dcery přežily. Po několika týdnech zjistil, že Margot a Anne také zemřely. Pokusil se zjistit osudy přátel svých dcer a dozvěděl se, že mnozí byli zavražděni. Sanne Ledermannová, často zmiňovaná v Annině deníku, byla spolu s rodiči zplynována, ovšem její sestra Barbara Ledermannová, blízká přítelkyně Margot, přežila. Několik spolužáků sester Frankových přežilo, stejně jako širší rodina Otty a Edith Frankových, která v polovině 30. let uprchla z Německa a jednotliví členové rodiny se usadili ve Švýcarsku, Velké Británii a Spojených státech.

## Památka
3. května 1957 založila skupina nizozemských občanů, mezi nimiž byl i Otto Frank, nadaci Anne Frank Stichting, která se snažila zachránit budovu Prinsengracht před demolicí a zpřístupnit ji veřejnosti. Dům Anny Frankové byl otevřen 3. května 1960. Skládá se ze skladiště a kanceláří Opekta a Achterhuis, které jsou nezařízené, takže návštěvníci mohou volně procházet místnostmi. Zůstaly zde některé osobní památky bývalých obyvatelů, například fotografie filmových hvězd, které Anne nalepila na zeď, část tapety, na níž Otto Frank vyznačil výšku svých dorůstajících dcer, a mapa na zdi, kde zaznamenával postup spojeneckých vojsk, vše nyní chráněno za akrylovým sklem. Dům poskytuje informace prostřednictvím internetu a nabízí výstavy. Z malé místnosti, která byla kdysi domovem Petera van Pelse, vede chodník spojující budovu se sousedními domy, které nadace rovněž zakoupila. V těchto dalších budovách je umístěn deník a také rotující výstavy, které zachycují aspekty holocaustu a současnější zkoumání rasové nesnášenlivosti ve světě. Je jednou z hlavních turistických atrakcí Amsterdamu a v letech 2011-2020 ji navštívilo v průměru 1,2 milion návštěvníků.

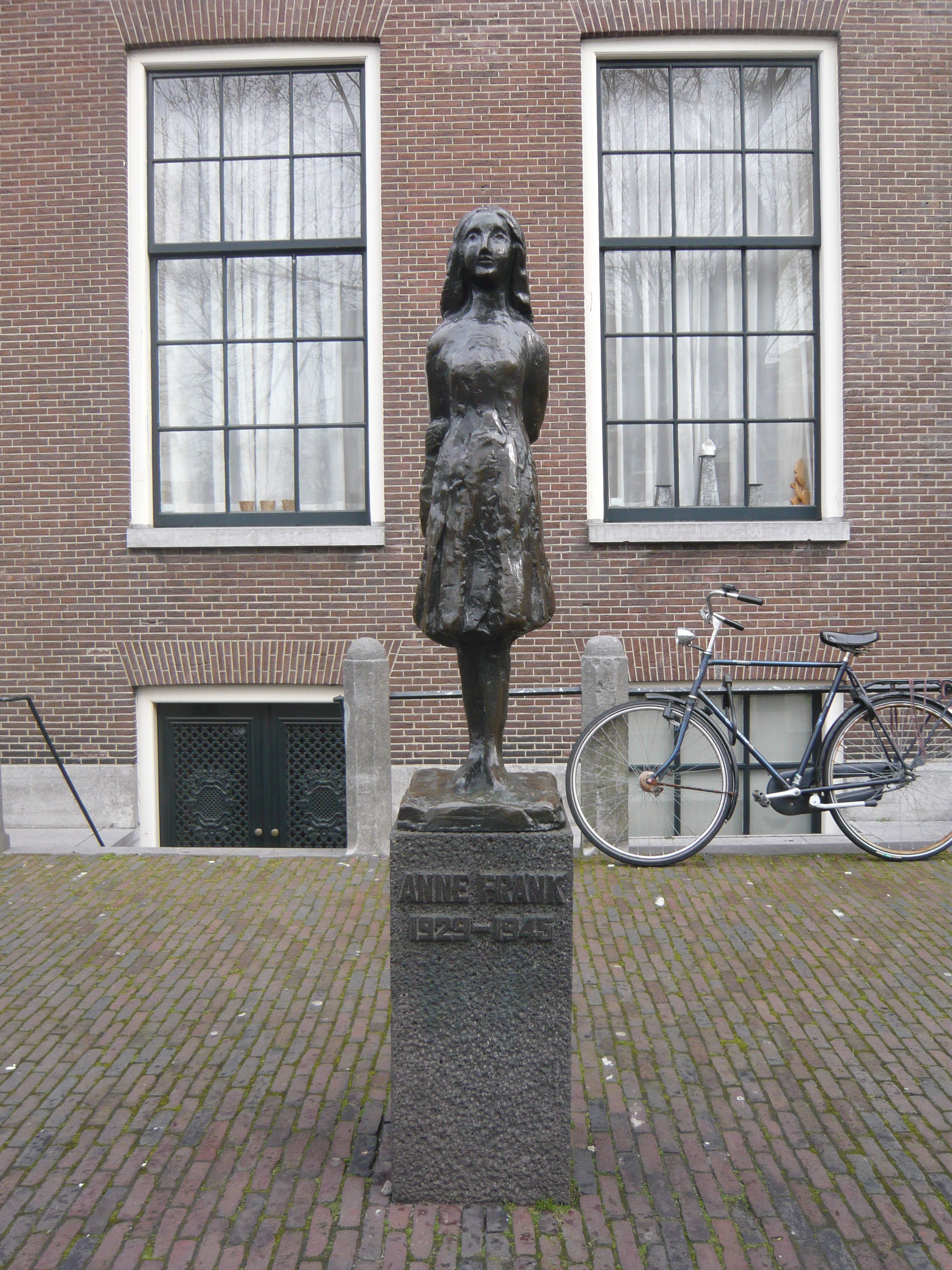
Socha Anne Frankové

V roce 1963 Otto Frank a jeho druhá manželka Elfriede Geiringer-Markovitsová založili dobročinnou nadaci Anne Frank Fonds se sídlem ve švýcarské Basileji. Po své smrti Otto odkázal autorská práva k deníku fondu s tím, že prvních 80 000 švýcarských franků ročního příjmu bude rozděleno mezi jeho dědice. Fond Anny Frankové zastupuje rodinu Frankových a spravuje mimo jiné práva na spisy Anny a Otto Frankových a na dopisy rodiny Frankových. Je vlastníkem práv na překlady, edice, kompilace a autorizované knihy o Anně Frankové a její rodině. Fond vzdělává mladé lidi proti rasismu a v roce 2003 zapůjčil některé písemnosti Anny Frankové pro výstavu v United States Holocaust Memorial Museum ve Washingtonu. Ve výroční zprávě z tohoto roku je popsána snaha o přispění na celosvětové úrovni, kdy byly podpořeny projekty v Německu, Izraeli, Indii, Švýcarsku, Velké Británii a Spojených státech.
V roce 1997 bylo otevřeno Vzdělávací centrum Anny Frankové (Jugendbegegnungsstätte Anne Frank) ve frankfurtské čtvrti Dornbusch, kde Anna Franková žila se svou rodinou až do roku 1934. Centrum je „místem, kde se mladí lidé i dospělí mohou seznámit s historií národního socialismu a diskutovat o jejím významu pro současnost."
Byt na Merwedepleinu, kde rodina Frankova žila od roku 1933 do roku 1942, zůstal až do roku 2000 v soukromém vlastnictví. Poté, co se objevil v televizním dokumentu, koupila budovu - ve značně zchátralém stavu - nizozemská bytová společnost. S pomocí fotografií pořízených rodinou Frankových a popisů v dopisech Anny Frankové byla obnovena do podoby z 30. let 20. století. Na projektu obnovy se podíleli Teresien da Silva z Domu Anny Frankové a bratranec Frankové Bernhard "Buddy" Elias. Otevřena byla v roce 2005. Každý rok je vybrán spisovatel, který nemůže svobodně psát ve své zemi, k ročnímu pronájmu, během něhož v bytě bydlí a píše. Prvním vybraným spisovatelem byl alžírský spisovatel a básník El-Mahdi Acherchour.
Anna Franková je zařazena jako jedno z témat do Kánonu Nizozemska, který připravila komise pod vedením Fritse van Oostroma a který byl v roce 2006 předložen ministryni školství, kultury a vědy Marii van der Hoeven. Kánon je seznam padesáti témat, jehož cílem je poskytnout chronologický přehled nizozemských dějin, které se mají vyučovat na základních školách a v prvních dvou ročnících středních škol v Nizozemsku. Revidovaná verze, která ji stále zahrnuje jako jedno z témat, byla předložena nizozemské vládě 3. října 2007 a schválena v roce 2020.
V červnu 2007 daroval „Buddy" Elias Domu Anny Frankové přibližně 25 000 rodinných dokumentů. Mezi těmito artefakty jsou fotografie rodiny Frankových pořízené v Německu a Nizozemsku a dopis, který Otto Frank poslal své matce v roce 1945 a v němž ji informoval, že jeho žena a dcery zahynuly v nacistických koncentračních táborech.

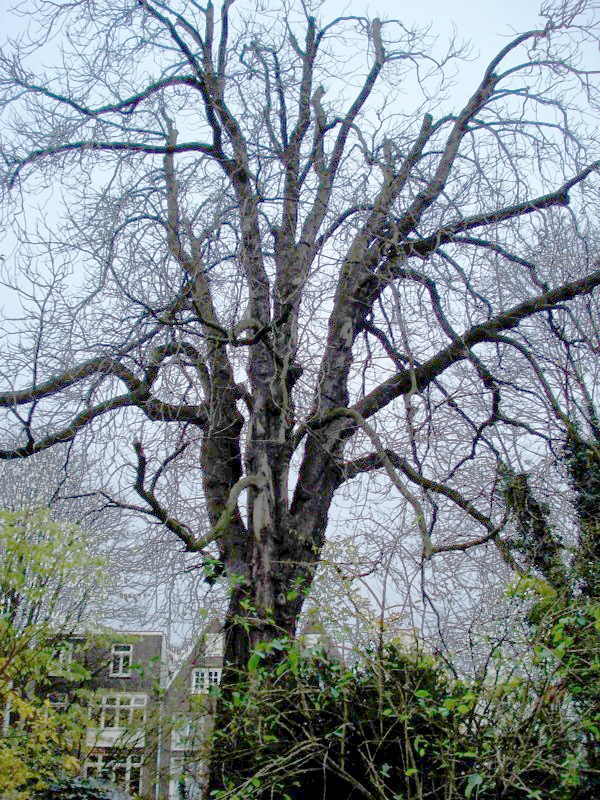
Strom Anne Frankové

V listopadu 2007 měl být strom Anny Frankové, který byl v té době napaden houbovou chorobou postihující jeho kmen, pokácen, aby nespadl na okolní budovy. Nizozemský ekonom Arnold Heertje o stromu řekl: „Není to jen tak ledajaký strom. Strom Anny Frankové je spjat s pronásledováním Židů." Nadace stromů - skupina ochránců stromů, zahájila občanskoprávní spor o zastavení kácení kaštanu, kterému se dostalo mezinárodní mediální pozornosti. Nizozemský soud nařídil městským úředníkům a ochráncům přírody, aby prozkoumali alternativy a dospěli k řešení. Strany postavily ocelovou konstrukci, která měla prodloužit životnost stromu až o 15 let, avšak po třech letech, 23. srpna 2010, vichřice strom strhla. Jedenáct sazenic ze stromu bylo prostřednictvím projektu vedeného Centrem Anny Frankové v USA distribuováno do muzeí, škol, parků a pamětních center holocaustu. První stromek byl zasazen v dubnu 2013 v Dětském muzeu v Indianapolis. Sazenice byly také zaslány do školy v Little Rocku v Arkansasu, která byla dějištěm boje za desegregaci, do Liberty Parku (Manhattan), který uctívá oběti útoků z 11. září, a na další místa ve Spojených státech. Další kaštan na počest Anne Frankové byl vysazen v roce 2010 v parku Kelly Ingram v Birminghamu v Alabamě.
V průběhu let vzniklo několik filmů o Anně Frankové. Její život a spisy inspirovaly řadu umělců a společenských komentátorů, aby na ni odkazovali v literatuře, populární hudbě, televizi a dalších médiích. Patří k nim Balet o Anně Frankové od Adama Daria, poprvé uvedený v roce 1959, a sborová díla Annelies (2005) a Krása která stále zůstává, od Marcuse Pause (2015). Jediné známé záběry skutečné Anny Frankové pocházejí z němého filmu z roku 1941, který byl natočen pro její novomanželskou sousedku. Je na něm vidět, jak se vyklání z okna ve druhém patře ve snaze lépe vidět nevěstu a ženicha. Manželé, kteří přežili válku, film věnovali Domu Anny Frankové.
V roce 1999 časopis Time zařadil Anne Frankovou mezi hrdiny a ikony 20. století na seznam Nejvýznamnějších lidí století: „S deníkem, který si vedla na tajné půdě, se postavila na odpor nacistům a propůjčila svůj hlas boji za lidskou důstojnost". Americký spisovatel Philip Roth ji nazval „ztracenou malou dcerou" Franze Kafky. Muzeum voskových figurín Madame Tussauds odhalilo v roce 2012 výstavu s podobiznou Anny Frankové. Na její počest byl v roce 1995 pojmenován asteroid 5535 Annefrank, který byl objeven v roce 1942.
V roce 2018 bylo po Anne Frankové pojmenováno více než 270 škol po celém světě. Z toho 100 v Německu, 89 ve Francii, 45 v Itálii, 17 v Nizozemsku (mezi nimi 6. škola Montessori v Amsterdamu, kterou sama Franková navštěvovala do roku 1941), 4 v Brazílii, 4 ve Spojených státech (mezi nimi Anne Frank Inspire Academy), 2 v Bulharsku a po jedné v Argentině, Belgii, Kanadě, Kolumbii, Salvadoru, Španělsku, Maďarsku, Izraeli, Nepálu, Uruguayi a Švédsku. V roce 2020 byl první ze série dětských památníků Anne Frankové na ochranu lidských práv umístěn v sousedství střední školy v Maaleh, Adumim u Jeruzaléma. V roce 2021 byl odhalen druhý památník v Antigui v Guatemale a taky další v Addis Abebě v Etiopii, kde byl otevřen na Mezinárodní den památky obětí holocaustu 27. ledna 2022. 
25. června 2022 byl na počest Anne Frankové věnován slideshow Google Doodle u příležitosti 75. výročí vydání jejího deníku.

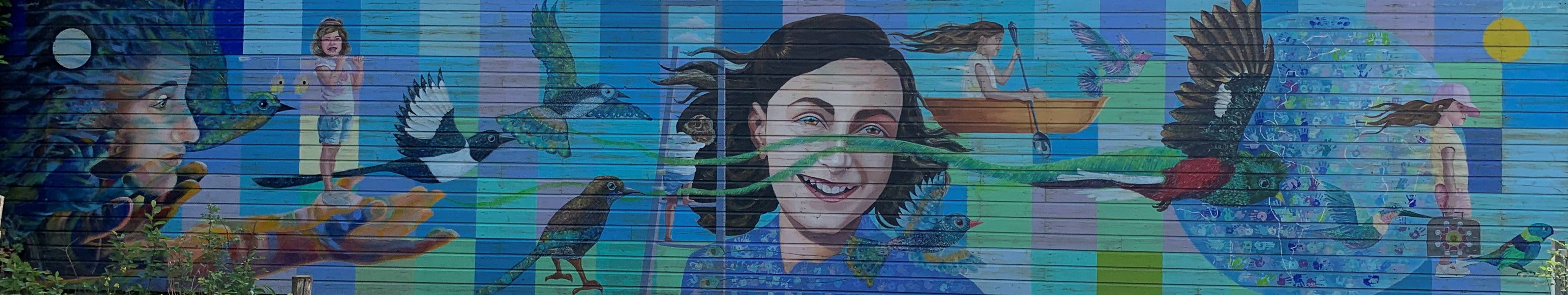
Nástěnná malba Anne Frankové

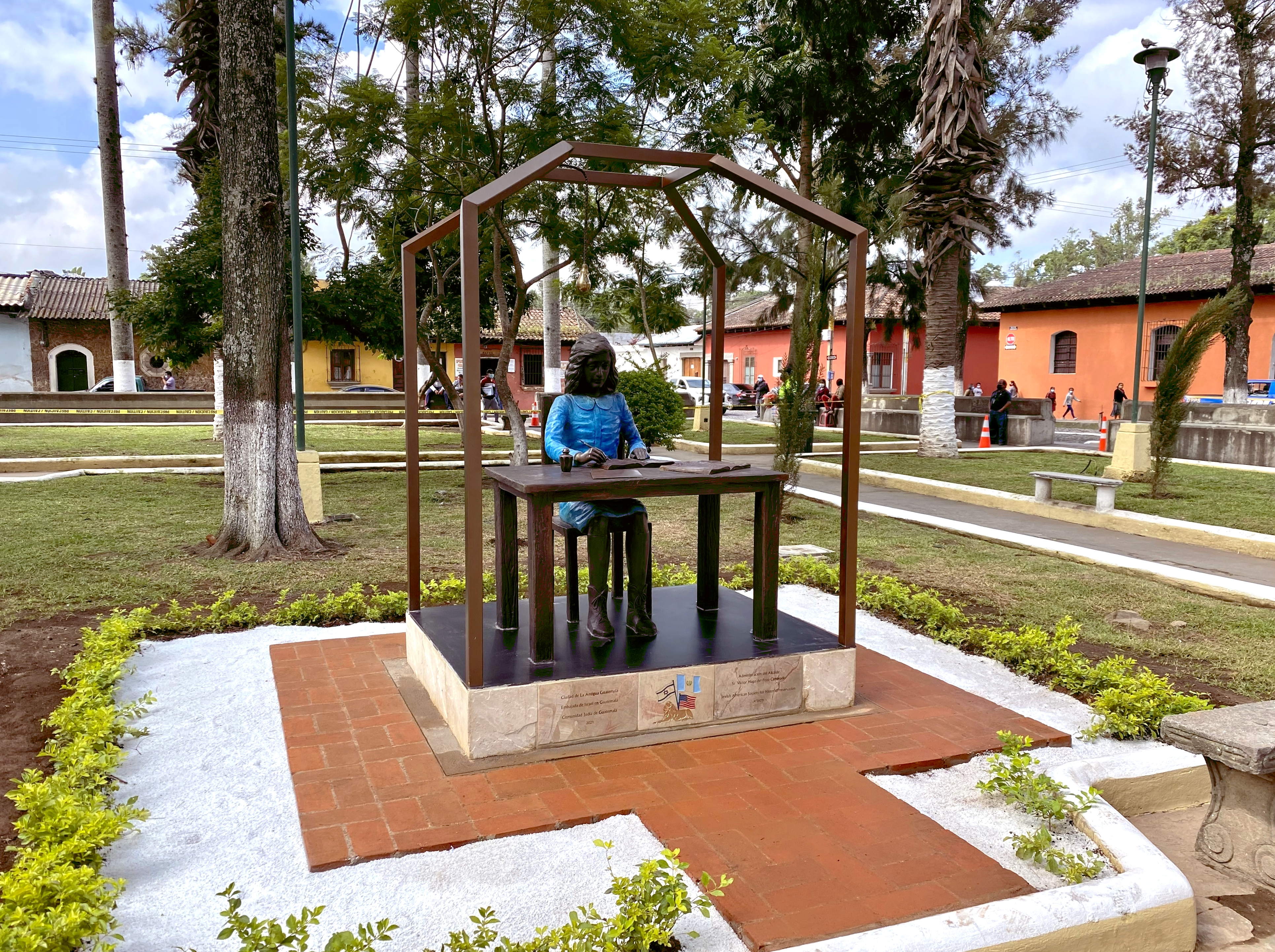
Památník lidských práv dětí Anne Frankové